# 凤头麦鸡
凤头麦鸡（學名：Vanellus vanellus）又名鳳頭麥雞，是一種鴴科麦鸡属的鳥類，多數是候鳥。每年夏天在中歐、東歐、哈薩克至中國東北一帶繁殖，冬天到華南、台灣、日本、印度、西亞、法國、伊比利半島和北非越冬。

## 分類
小辮鴴在1758年由瑞典自然學家卡爾·林奈在他所著的自然系統第十版中正式描述，使用二名法命名為Tringa vanellus。 現今此物種與其他麥雞一同歸類於法國動物學家馬蒂蘭·雅克·布里松於1760年所創建的麥雞屬（Vanellus）中。 其學名Vanellus來自中世紀拉丁語，表示小辮鴴，源自於vannus，這是指揚穀工具。 此物種為單型種，未識別出任何亞種。
其英文名稱lapwing的由來多被歸因於牠們飛行時翅膀所發出的拍打聲，或因為牠們飛行時因大翼展而導致的不規則飛行（牛津英語詞典將此解釋為源自一個古英語詞，意為「蹣跚」）， 或是因為牠們在引開潛在掠食者遠離巢穴時，會假裝拖著受傷的翅膀。名稱peewit、pewit、tuit或tew-it是擬聲詞，模仿了該鳥類特有的叫聲。

## 描述
小辮鴴體長約28—33 cm（11—13英寸），翼展為67—87 cm（26—34英寸），體重約128—330 g（4.5—11.6 oz）。 它的翅膀圓潤且具有羽冠，並且是麥雞中腿最短的。其身體主要是黑白相間，但背部略帶綠色。雄鳥有長長的冠羽，黑色的頭冠、喉部和胸部與其他部分的白色臉孔形成鮮明對比。雌鳥和幼鳥的羽冠較短，頭部標記較不明顯，但其餘羽色則相似。
在繁殖季節，這種鳥類非常嘈雜，雄鳥會在表演其瘋狂翻滾的炫耀飛行時不停地鳴聲。牠們典型的聯絡叫聲是一聲響亮、尖銳的「pee-wit」，這也是牠們獲得「peewit」這一名稱的原因。 在炫耀飛行時，雄鳥通常發出喘息的「pee-wit, wit wit, eeze wit」，同時也會發出吱吱聲或貓叫聲。

## 行為
在其廣泛的分佈範圍內，大部分小辮鴴具有高度遷徙性，會南下至北非、印度北部、尼泊爾、不丹及部分中國地區過冬。牠們主要在白天遷徙，通常會形成大群。在歐洲最西端的低地繁殖者為定居鳥。牠偶爾會作為迷鳥出現在北美，尤其是在暴風雨過後，例如在1927年12月和1966年1月加拿大的觀察紀錄中。

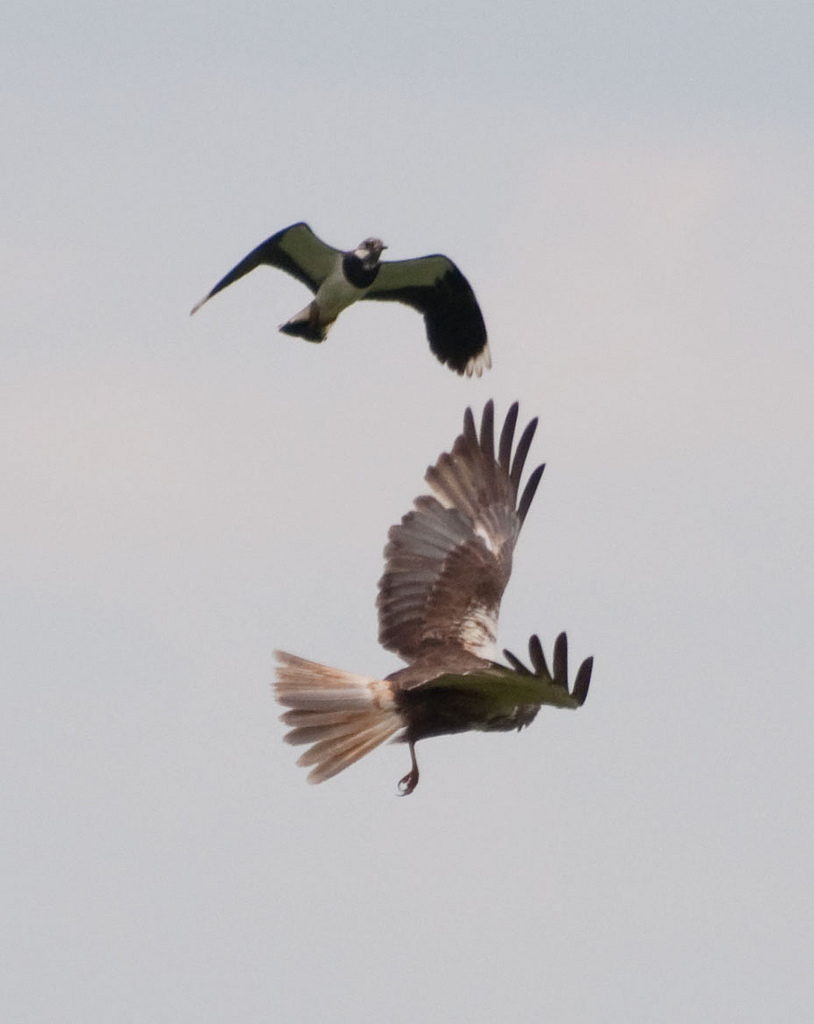
一隻小辮鴴攻擊靠近巢穴的一隻澤鵟

這種鳥類是鷸鴴類，在耕地和其他植被較短的棲地上繁殖，會在地面上挖掘淺窩以產卵，每次產下3至4顆蛋。巢和幼鳥會被牠們大聲且積極地保護，甚至能驅逐包括馬和牛在內的入侵者。
冬季時，牠們會在開闊的土地上形成巨大群體，特別是在耕地和泥灘上。
牠們主要以昆蟲和其他小型無脊椎動物為食。這種鳥類經常與歐洲金斑鴴和紅嘴鷗混群覓食，紅嘴鷗經常搶奪兩種鴴（麥雞）的食物，但也為牠們提供一定程度的掠食者防護。
與金斑鴴一樣，此物種偏好在有月光時夜間覓食。
小辮鴴是受非歐亞遷移性水鳥協定（AEWA）保護的物種之一。

## 族群衰退
英格蘭和威爾士的全國調查顯示，小辮鴴的數量在1987年至1998年間出現下降，自2009年起，小辮鴴在英國被列為紅色名單保護狀況物種。 這一物種的數量受到了密集農業技術的不利影響。在低地地區，這包括粗草地的消失、轉為耕地或改良草地、混合農場的減少，以及從春播作物轉為秋播作物。在高地地區，數量的減少可能是由於放牧密度的增加所致。英格蘭自然保護局通過其環境管理計劃提供補助，幫助恢復麥雞棲地。該組織在這一計劃中提出了一個名為「為地面築巢鳥類提供的休耕地」的選項。未種植作物的地塊至少有2 ha（4.9 acre）大小，為其提供築巢棲地，並位於適合的耕地中，這些耕地同時也提供了額外的覓食棲地。將這些地塊設置在距離廣泛放牧的草地不超過2 km（1.2 mi）的地方，可以提供額外的覓食棲地。這些地塊在春季進行耕作，形成粗糙的休耕地，不施加肥料或農藥。 包括小辮鴴在內，除了農業集約化和土地利用變化，巢和雛鳥的遭受捕食也是濱鳥數量下降的原因之一。通過為小辮鴴雛鳥裝上無線電標籤，並使用自動無線電追蹤系統，可以揭示雛鳥被捕食的時間，這為不同掠食者的重要性提供了額外的見解。小辮鴴的雛鳥在白天和夜間都會遭到捕食，其中哺乳動物掠食者的影響最大。
在亞美尼亞，也有記錄顯示數量下降和繁殖棲地的喪失；威脅被認為是土地利用強化和狩獵，但需要進一步調查以澄清威脅。 在中東，小辮鴴面臨過度狩獵的威脅，因為牠們在冬季遷徙路線上被大量射殺。來自該地區的幾張照片顯示，許多小辮鴴以及其他包括受威脅的歐斑鳩和歐洲金斑鴴等遷徙鳥類，被無謂地大量獵殺。

## 文化意義

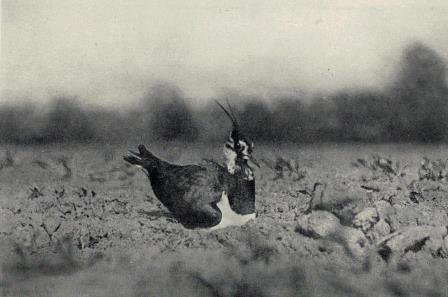
孵蛋的小辮鴴—1895 年拍攝的一張照片 R. B. Lodge從皇家攝影協會獲得了第一枚自然攝影獎章。 埃里克·霍斯金和哈羅德·洛斯表示，他們認為這是第一張野生鳥類的照片，但這是錯誤的。 其實不然，奧托馬·安舒茨 在 1884 年拍攝了野生白鸛（“Ciconia ciconia”）。

### 採集鳥蛋
「麥雞蛋」在維多利亞時代的歐洲是一種昂貴的美食，在伊夫林·沃的《故園重訪》中提及，這本書描述了1920至40年代英國貴族社會的生活。在荷蘭，有一種文化歷史性的競賽，旨在尋找當年第一顆麥雞蛋（het eerste kievietsei）。這項活動在弗里斯蘭省特別受歡迎，但其他地區也有類似競賽。收集麥雞蛋被歐洲聯盟禁止，但因文化歷史原因，弗里斯蘭省獲得了例外。然而，這一例外在2005年被法院取消，原因是法院認定弗里斯蘭省的行政府議員未正確遵循程序。 自2006年起，尋找麥雞蛋在3月1日至4月9日期間被允許，但收集蛋則被禁止。2008年3月3日在烏德勒支省的埃姆內斯發現了當年的第一顆蛋， 2009年的第一顆蛋於3月8日在克拉本代克被發現。 過去一個世紀以來，第一顆麥雞蛋被發現的時間越來越早。這被歸因於肥料使用的增加和氣候變遷，使得用於孵蛋的草生長時間提早。

### 在愛爾蘭

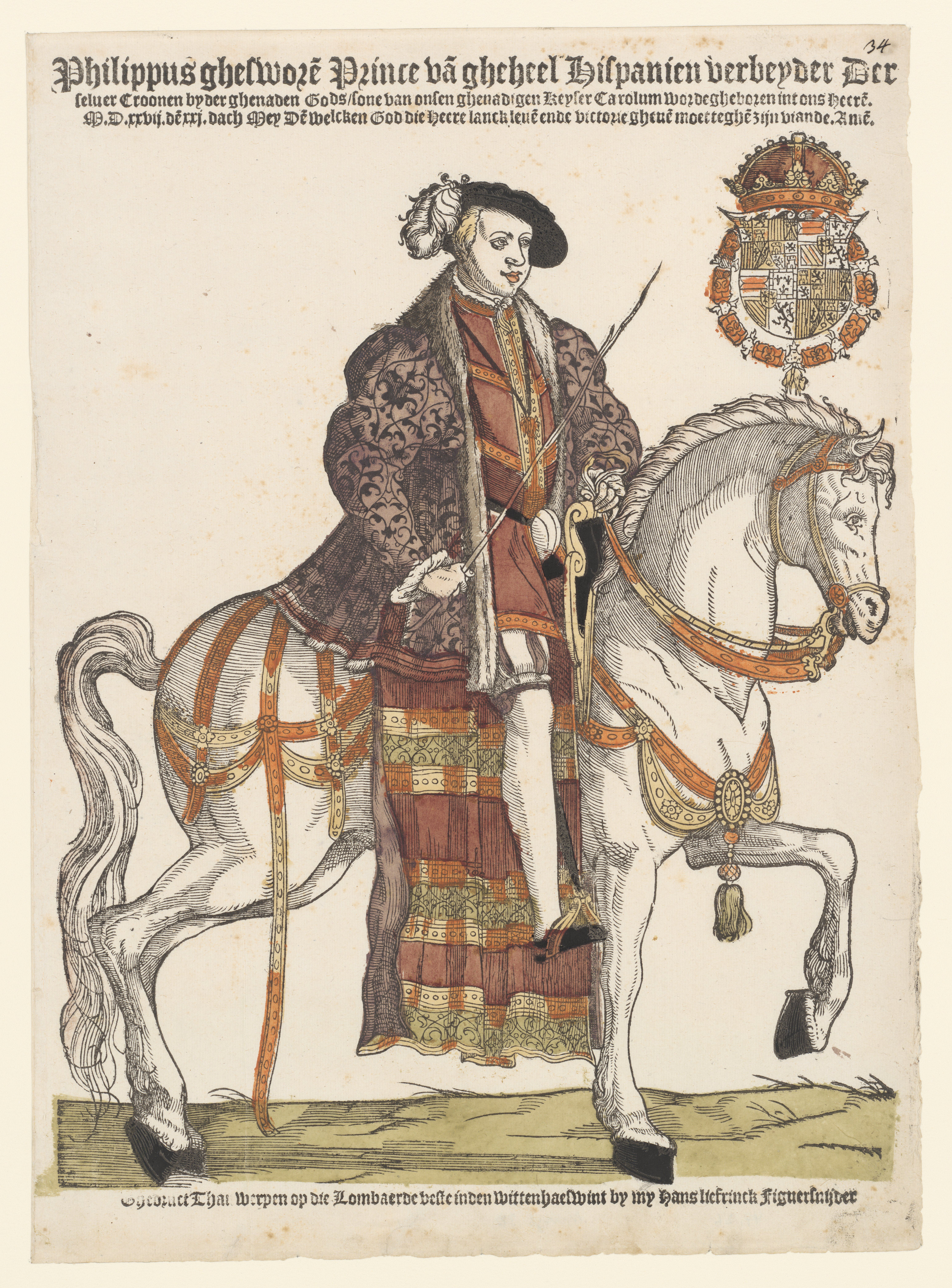
國王菲利普二世帽子上插著一根羽毛。

小辮鴴於1990年由愛爾蘭野生動物保護協會的委員會宣佈為愛爾蘭共和國的國鳥。 在愛爾蘭語中，牠被稱為pilibín，「小菲利普」，據說是指西班牙國王菲利普二世（1554–58年為愛爾蘭國王），他經常在帽子上插著一根羽毛。

### 神話
在奧維德的Metamorphoses第六卷的英語譯本中提到的lapwing很可能是小辮鴴。忒瑞斯被變成了epops（6.674）；奧維德可能指的是戴勝鳥，其冠羽象徵其王室地位，而其長而尖銳的喙象徵其暴力本性。

## 圖庫

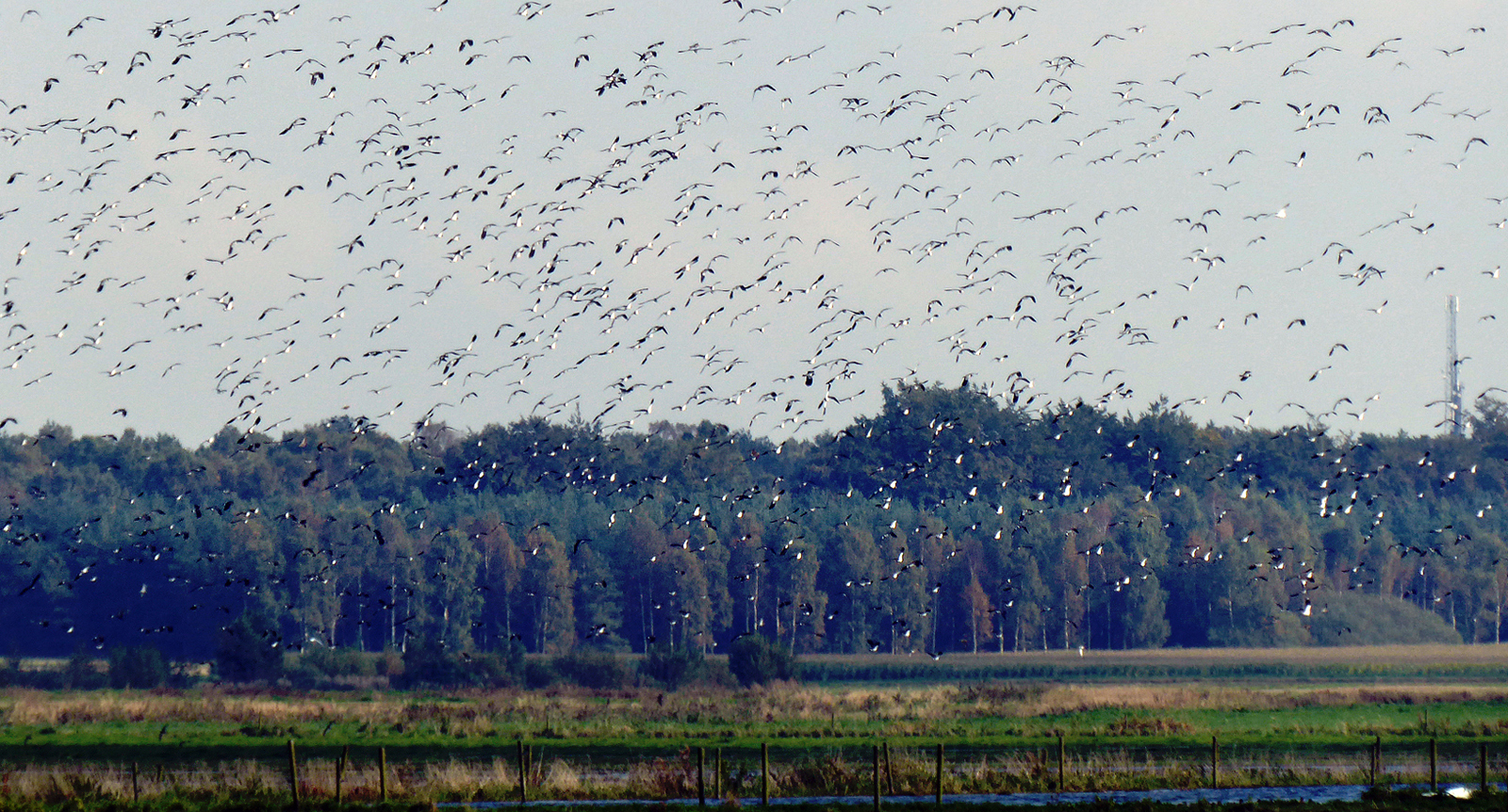
在某些年份，該物種變得更加群居，在繁殖後聚集成大群。圖片中是 2017 年 9 月 24 日在 於斯塔德 估計約有 3,000 隻的大群中的一部分。
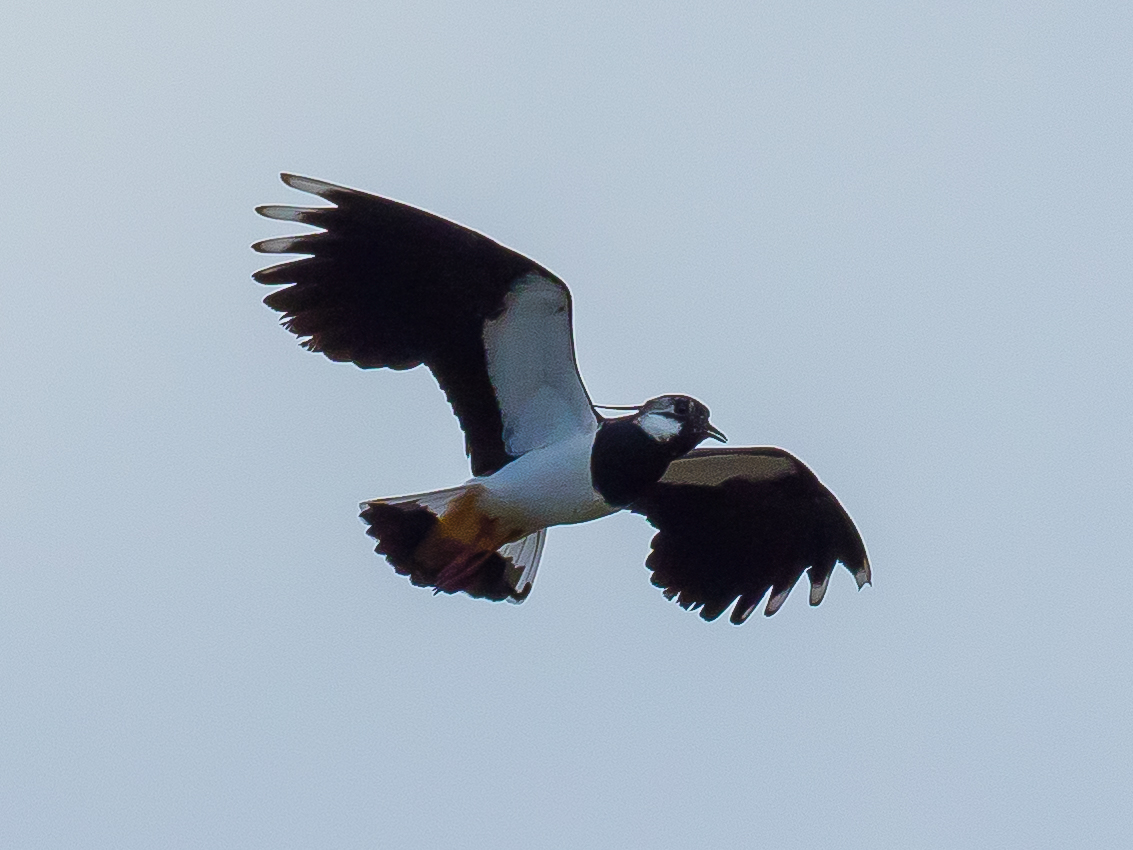
飛行中
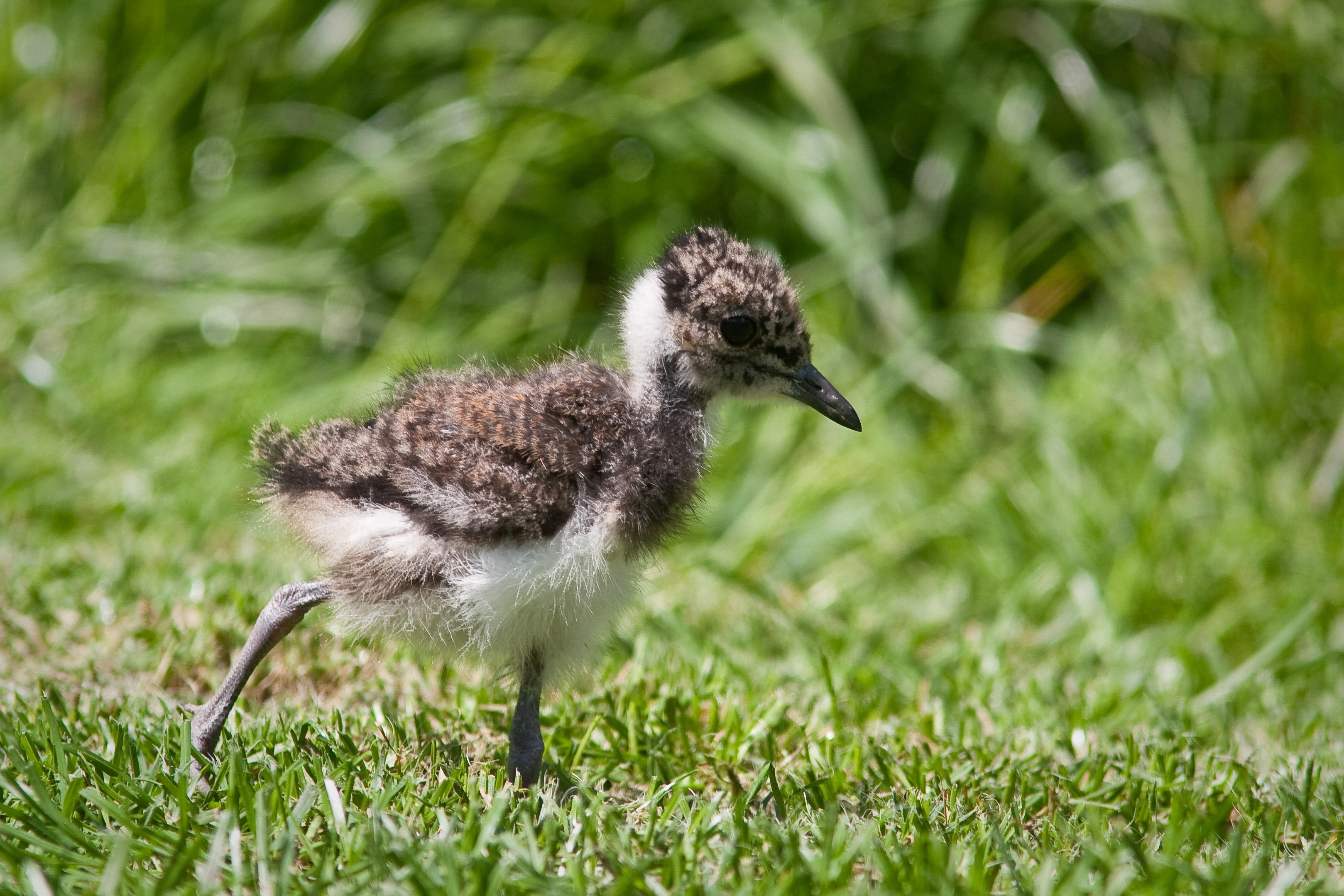
在開滿鮮花的草地上發出警戒 泰瑟爾, 荷蘭
- 雛鳥, 荷蘭
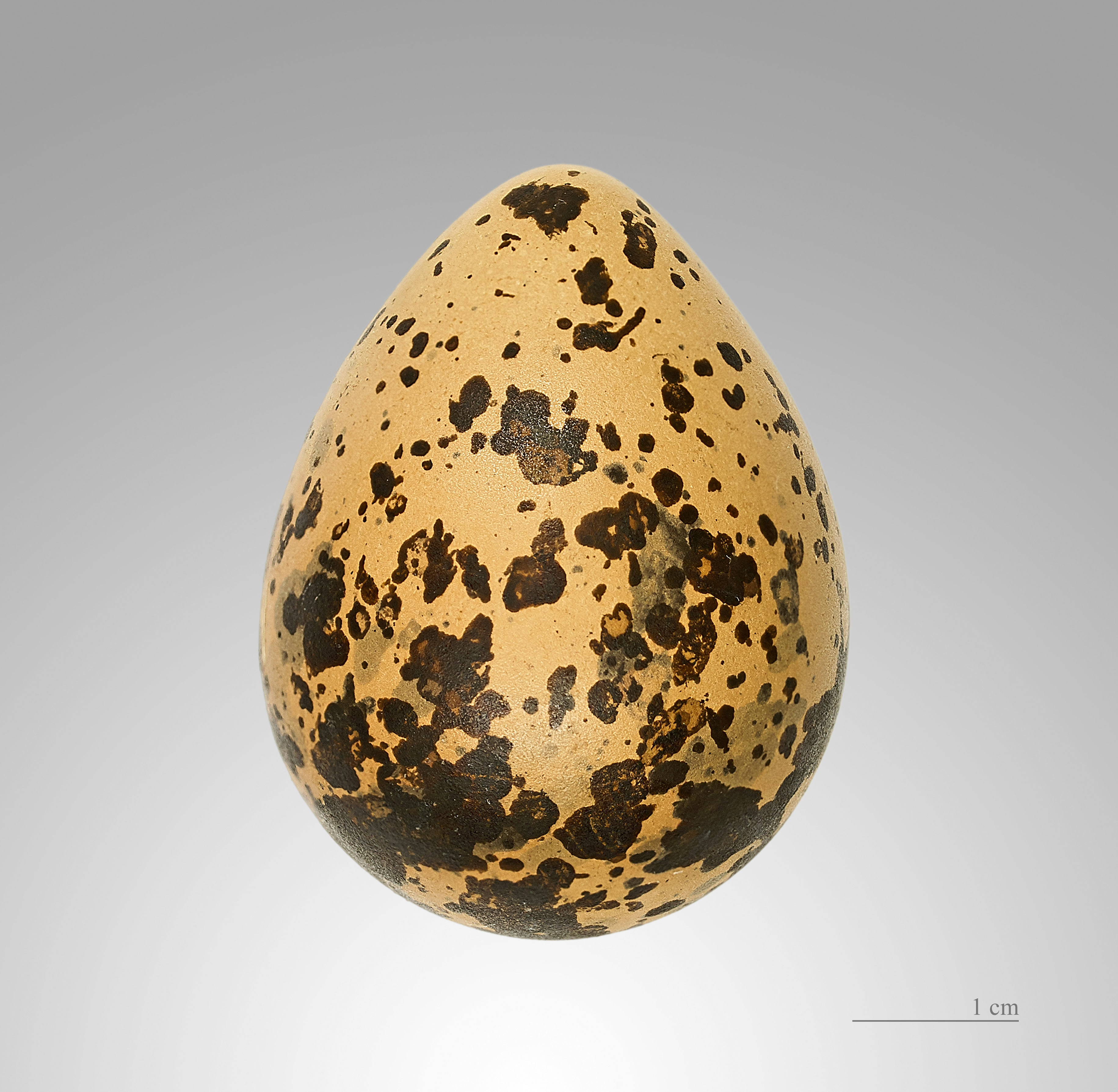
Egg – 土魯斯博物館
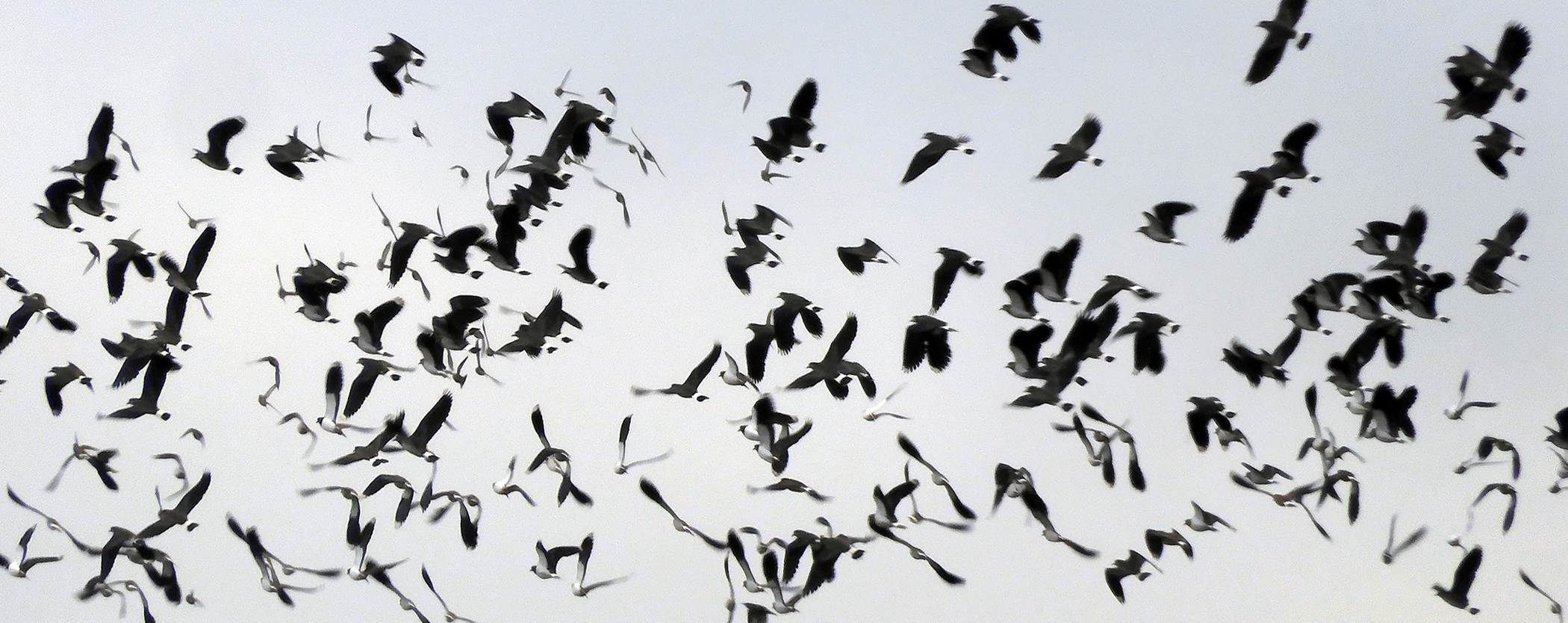
飛過的一大群

## 扩展阅读
- 維基物種上的相關：鳳頭麥雞